# Egenkapital
Egenkapitalen er den regnskabsmæssige klassificering af ejernes andel af virksomhedens finansiering. Egenkapitalen er for selskaber oftest opdelt i aktie-/anpartskapital, reserver og opskrivningshenlæggelser. Aktie-/anpartskapitalen er det nominelt indskudte beløb ved aktieemission, reserverne er overkurs ved emission samt tilbageholdt overskud og opskrivningshenlæggelser er en opskrivning af egenkapitalen som konsekvens af en opskrivning af virksomhedens aktiver.